# TIB Chemicals
Die TIB Chemicals ist ein mittelständisches, internationales Chemie-Unternehmen in den Bereichen Basischemikalien, vor allem Säuren und Schwefelchemikalien, anorganische Spezialchemikalien für die Metall- und Oberflächenchemie, sowie Beschichtungssysteme, Katalysatoren, Prozessadditive und Bitumen. Die Firma entstand im Jahr 1872, zunächst unter dem Namen Chemische Fabrik Rheinau und ging seit der Gründung durch unterschiedliche Übernahmen, Expansionen und Umfirmierungen bzw. Umbenennung. Heute ist sie Teil des Portfolios der TFO Family, die 91 % Anteile besitzt.
Derzeit sind bei TIB insgesamt 450 Mitarbeiter beschäftigt. Die Firma weist 3 Standorte in drei Ländern auf. Ihr Hauptsitz befindet sich in Mannheim. Im Jahr 2021 erwirtschaftete das Unternehmen einen Umsatz von 170,1 Mio. EUR.

## Geschichte
Mit der Gründung der Chemischen Fabrik Rheinau AG begann am 6. Dezember 1872 die Geschichte des Standortes. Von Anfang an stand die Produktion von Industriechemikalien im Mittelpunkt, zunächst von Soda und Pottasche. 1897 erhielt das Industriegebiet Rheinau einen eigenen Anschluss an den Mannheimer Hafen.
Von Beginn an spielte Schwefelsäure eine große Rolle, angefangen mit einer Anlage nach dem Bleikammer-Verfahren ab 1914 bis hin zur heutigen Produktion nach dem Kontaktverfahren. Seit 1919 wurde am Standort Zinkchlorid hergestellt. Seitdem sind die Anlagen für das Recycling von Zinkreststoffen mehrfach umgebaut und erweitert worden. 1928 startete der erste Betrieb für Prodorit, einem Bautenschutzmittel auf Bitumenbasis. 1931 erhielt Friedrich Bergius, ein Goldschmidt-Mitarbeiter, den Nobelpreis für Chemie zusammen mit Carl Bosch für seine Arbeiten zur Kohlehydrierung. So sollte in Mannheim-Rheinau Benzin unabhängig von Erdöl hergestellt werden.

1969 begann die Produktion von Ammoniumthiosulfat als Fotochemikalie. 1978 wurde dafür ein neuer Betrieb gebaut. 1984 wurde der heutige Kupferbetrieb eröffnet, der auch Reststoffe aus der Leiterplattenfertigung verwertet und so den Stoffkreislauf schließt. Ab 1989 wurde schrittweise ein organisch-chemisches Technikum eingerichtet, die Keimzelle der heutigen Fertigung von zinnorganischen Katalysatoren.

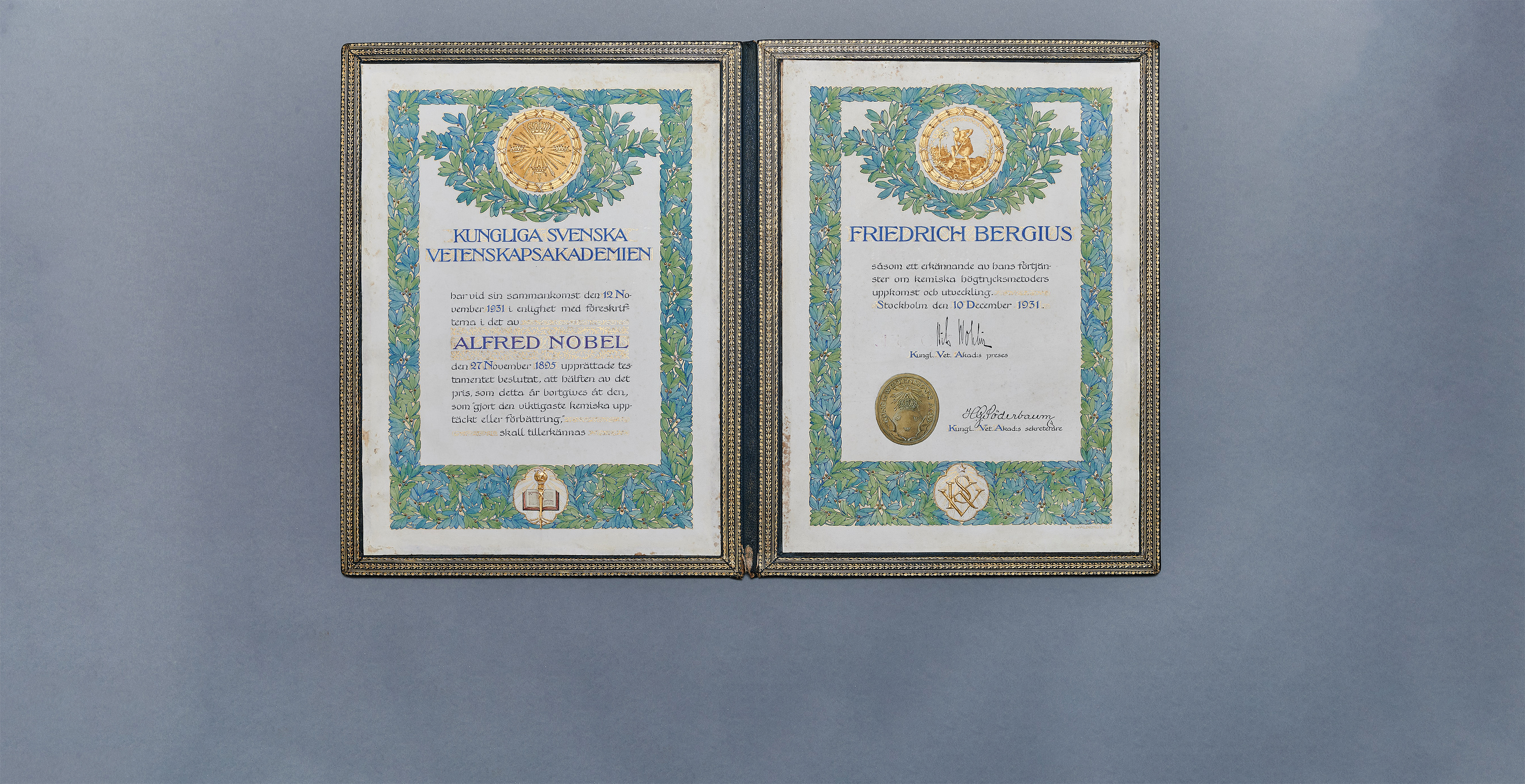
1931 Nobelpreis

1995 wurde Goldschmidt Quimicia des Mexico gegründet. Die langjährige Fertigung von Zinnchemie an Standort San Luis Potosi war vor allem nach dessen Eingliederung in die TIB Chemicals AG immer wieder modernisiert und erweitert worden.
Im Jahr 2000 startete in Mannheim die Serienproduktion von basischem Kupfernitrat, einem Grundstoff für Airbag-Gasgeneratoren. 2007 wurde aus der Goldschmidt TIB GmbH Mannheim und Goldschmidt Quimica de Mexico die unabhängige TIB Chemicals AG mit neuen Firmenlogo. 2015 gründete TIB Chemicals eine Niederlassung in den USA mit Sitz in Houston, Texas.

## Geschäftsbereiche

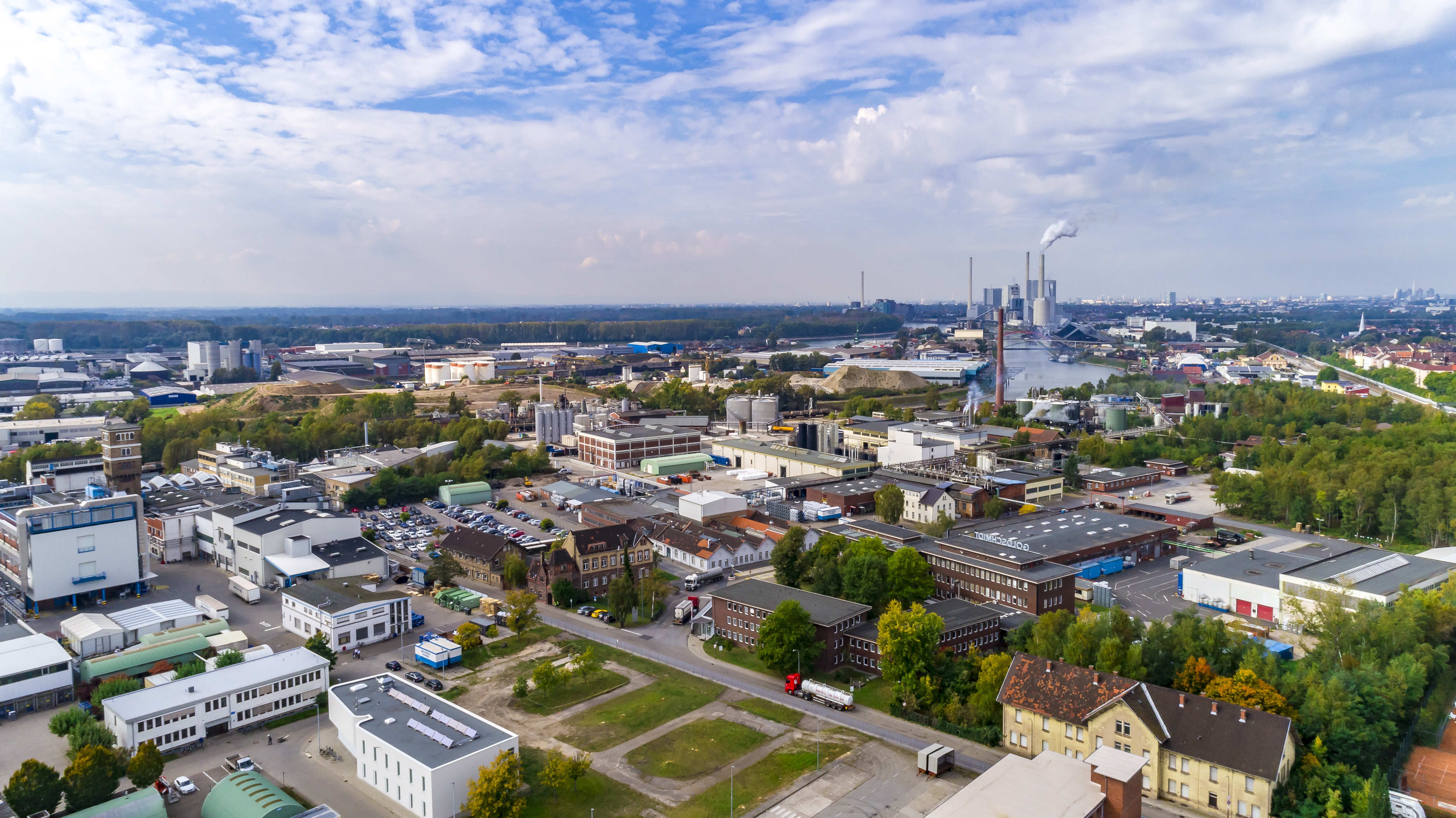
Luftbild TIB Chemicals AG

TIB Chemicals produziert Produkte der Basischemie wie Schwefelsäure, Salzsäure oder Ammoniumthiosulfat, die in verschiedenen Industriebereichen Anwendung finden. Außerdem werden Beschichtungen für Armaturen, Formteile und Tanks, zum Beispiel in der Pipeline-Industrie, hergestellt. Ein weiterer Geschäftsbereich ist die Metall- und Oberflächenchemie, die Kupfer-, Nickel-, Zinn-, und Zinkchemikalien produziert, zum Beispiel für die Auto-, Bau- und Pharmaindustrie. Auch werden verschiedene Katalysatoren entwickelt und produziert. Bitumenprodukte werden unter anderem unter der Marke REINAU verkauft.

## Wichtige Standorte
- TIB Chemicals AG (Mannheim, Germany)
- TIBChemCorp Mexicana S. A. de C. V. (San Luis Potosí, Mexiko)
- TIB Chemicals Corp. (Houston, USA)[4]